# Шведи (Вілейський район)
Шведи (біл. вёска Шведы) — село в складі Вілейського району Мінської області, Білорусь. Село підпорядковане Осиповицькій сільській раді, розташоване в північній частині області.